# Royal Navy
La Royal Navy (Marina Reial) del Regne Unit és el servei militar britànic més antic (i conegut antigament com a Servei Superior). Des d'inicis del segle xviii i fins a mitjan segle xx va ser la major i més poderosa marina del món, jugant un paper clau en l'establiment de l'Imperi Britànic com a potència dominant durant el segle xix i inicis del xx. Durant la Segona Guerra Mundial tenia unes 900 naus operatives de totes classes. Durant la Guerra Freda, va ser transformada principalment en una força antisubmarina, a la recerca dels submarins soviètics, principalment actius a l'Espai GIUK. Amb la desaparició de la Unió Soviètica, el seu paper pel segle xxi torna a enfocar-se cap a les operacions d'expedició global.
La Royal Navy és la segona marina del món en termes de desplaçament combinat de la seva flota, després de la dels Estats Units. Actualment hi ha 91 vaixells armats a la Royal Navy, incloent els portaavions, submarins nuclears, i patrullers. També hi ha els vaixells de suport de la Reial Flota Auxiliar. La capacitat de la Royal Navy per projectar-se per tot el món és considerada la segona del món, només darrere de la US Navy. Tanmateix la Royal Navy és considerada la segona major flota de portaavions del món, amb 2 portaavions en servei i 2 més en projecte.
La Royal Navy és un component constituent del Servei Naval, que també compren als Marines Reials, la Real Flota Auxiliar, la Reial Reserva Naval i la Reserva dels Marines Reials. Aproximadament té uns 37.500 membres, 6.000 dels quals formen part dels Marines Reials. A l'abril del 2009 tenia 39.100 membres, dels quals 7.500 eren dels Marines Reials; a més dels 3.600 membres de la Reserva Voluntària, totalitzant 42.700 membres. Això converteix a la Royal Navy en la major de la Unió Europea, donat el nombre combinat total de naus, avions i personal.
La Royal Navy, a més, està recolzada per la Reial Flota Auxiliar, una flota de suport logístic de caràcter civil, dirigida pel Ministeri de Defensa, com a part de la Marina Mercant Britànica. La RFA serveix primordialment per abastir als vaixells al mar, però també augmenta la capacitat guerrera de la Royal Navy gràcies als seus 4 vaixells de desembarcament classe Bay

## Història

### Desenvolupament de la marina anglesa

#### 900-1500

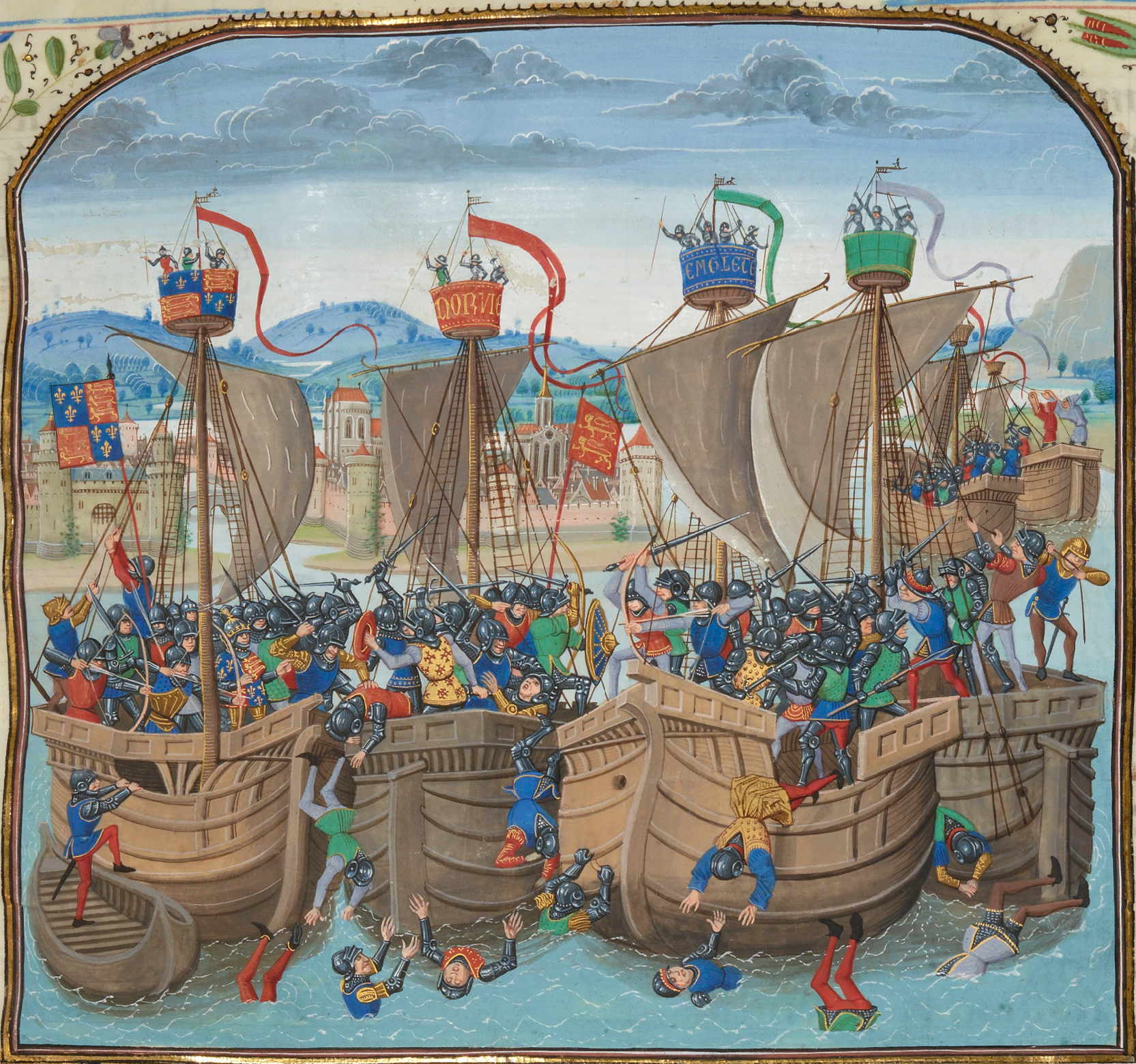
Victòria a la batalla de Sluys.

La primera victòria de la marina anglesa va ser al segle ix per Alfred el Gran, però tot i causar una derrota significativa als vikings al Canal de Wantsum (Kent), aquesta va quedar abandonada. Va ser reviscuda pel rei Athelstan al 937, quan per la seva victòria a la batalla de Brunanburgh, la marina anglesa tenia uns 400 vaixells. Quan la invasió normanda era imminent, el Rei Harold confiava en què la seva marina podria evitar que la flota invasora de Guillem El Conqueridor travessés el canal. Però poc abans de la invasió la flota va quedar malmesa en una tempesta i va dirigir-se a port, i els normands van poder travessar el canal sense oposició i derrotar a Harold a la batalla de Hastings. Els reis normands van crear el 1155 una força naval, o en van adaptar una que ja existia, amb vaixells provinents de l'Aliança des Cinc Ports. Es creu que els normands van establir el càrrec de Lord Guardià dels Cinc Ports.
La Marina Anglesa començà el seu desenvolupament durant els segles xii i xiii, i el Rei Joan tenia una flota d'uns 500 vaixells. Durant la Guerra dels Cent Anys, la flota francesa inicialment era més poderosa que l'anglesa, però va ser pràcticament destruïda a la batalla de Sluys el 1340. A mitjans del segle xiv, la marina d'Eduard III tenia uns 712 vaixells. Llavors vingué un període de declivi: la marina patí derrotes desastroses a La Rochelle el 1372 i el 1419 davant d'una flota franco-castellana, i els ports anglesos van ser assaltats per flotes comandades per Jean de Vienne i Fernando Sánchez de Tovar.

#### 1500-1707

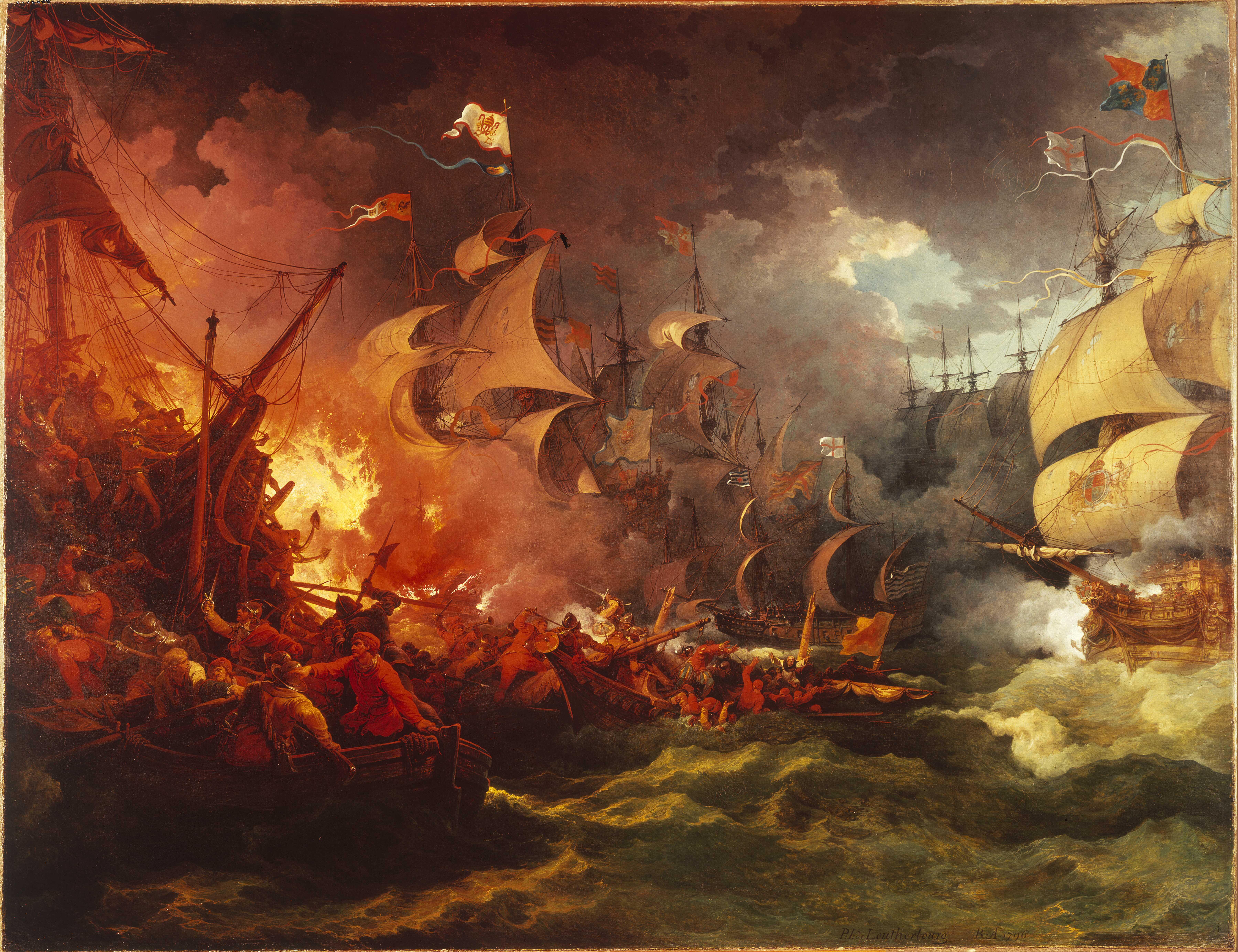
Victòria sobre l'Armada Invencible.

La primera reforma i gran expansió de la Navy Royal, com llavors era coneguda, va tenir lloc al segle xvi, durant el regnat d'Enric VIII, quan els seus vaixells Henri Grâce a Dieu i Mary Rose van derrotar la Marina francesa a la batalla de Solent el 1545. Quan Enric morí el 1547, la seva flota constava de 58 vaixells. El 1588, l'imperi Espanyol, en aquells moments la superpotència europea i principal potència naval del segle xvi, es preparà per enfortir el domini castellà sobre el canal de la Mànega i transportar tropes des del Flandes espanyol cap a Anglaterra. El pla castellà fracassà per la mala administració, els errors logístics, l'assatjament anglès, les accions de bloqueig dels flamencs i el mal temps. No obstant això, Anglaterra llançà una expedició similar, també a gran escala, contra Castella, en el que és conegut com l'Expedició de Drake-Norris de 1589, que resultà en una derrota per a la Royal Navy.
Fins a mitjans del segle xvii no existí un servei naval permanent, quan el "General del Mar" (equivalent a Almirall) Robert Blake va prendre el comandament de la Flota Reial sota el control del Parlament després de la derrota de Carles I.
No obstant això, durant aquest període van créixer les tensions entre la Commonwealth (posteriorment Regne) d'Anglaterra i la recentment formada República Holandesa, amb relació a les anomenades Actes de Navegació. Aquestes actes preveien que tota la navegació mercant cap i d'Anglaterra hauria de ser duta a terme per naus angleses o de les seves colònies. Els mercaders holandesos van veure-ho com una amenaça, perquè l'economia holandesa es basava sobretot en els vaixells de transport i el comerç, arribant al punt en què posseïen més vaixells de càrrega que totes les altres nacions europees juntes. Els anglesos començaren a sentir una gran gelosia cap als holandesos, arribant a l'extrem que exigiren a tots els vaixells estrangers que naveguessin pel Canal o pel Mar del Nord que mostressin primer el seu pavelló: això il·lustrava la idea d'un "Mare Nostrum", indicant que tot aquells territoris eren bàsicament anglesos. Els holandesos seguiren la creença que tot allò eren "Mare Liberatum", és a dir, que el mar és lliure i obert a la navegació per a tots.
Quan una flota holandesa, comandada pel bij Tinent Almriall Maarten Tromp es trobà amb una flota anglesa sota el comandament de Blake, Tromp refusà hissar la seva bandera primer. Blake obrí foc, iniciant així la Primera Guerra Anglo-Holandesa. La flota anglesa, trobant-se en millor estat que l'holandesa, la derrotà.
A la segona i tercera Guerres Anglo-Holandeses, la Royal Navy va ser derrotada pels neerlandesos, i Anglaterra va veure's obligada a retirar les seves restriccions sobre el comerç. Durant aquestes guerres tingueren lloc diverses batalles navals memorables, emergent grans almiralls, com l'holandès Michiel de Ruyter i els anglesos Robert Blake i George Monck. La batalla dels Quatre Dies, encara avui una de les batalles navals de més llarga duració de tota la història, tingué lloc a la Segona Guerra. L'Atac al Medway, també encara avui la pitjor derrota de la flota anglesa de la història (i per extensió, de tota la flota britànica), va marcar el final de la Segona Guerra Anglo-Holandesa.
No obstant això, la Royal Navy es transformà gradualment en la marina més forta del món. Des del 1692, la Marina Holandesa va ser situada sota el comandament dels almiralls de la Royal Navy (tot i que no els incorporava a les seves files), per ordre de Guillem III, després de la Revolució Gloriosa.

### El desenvolupament de la Marina del Regne Unit
Sota les Actes d'Unió del 1707, la Marina Reial Escocesa es fusionà amb la Marina Anglesa, i la moderna Royal Navy esdevingué un fet, passant a anomenar-se la Marina Britànica.

#### 1707–1914

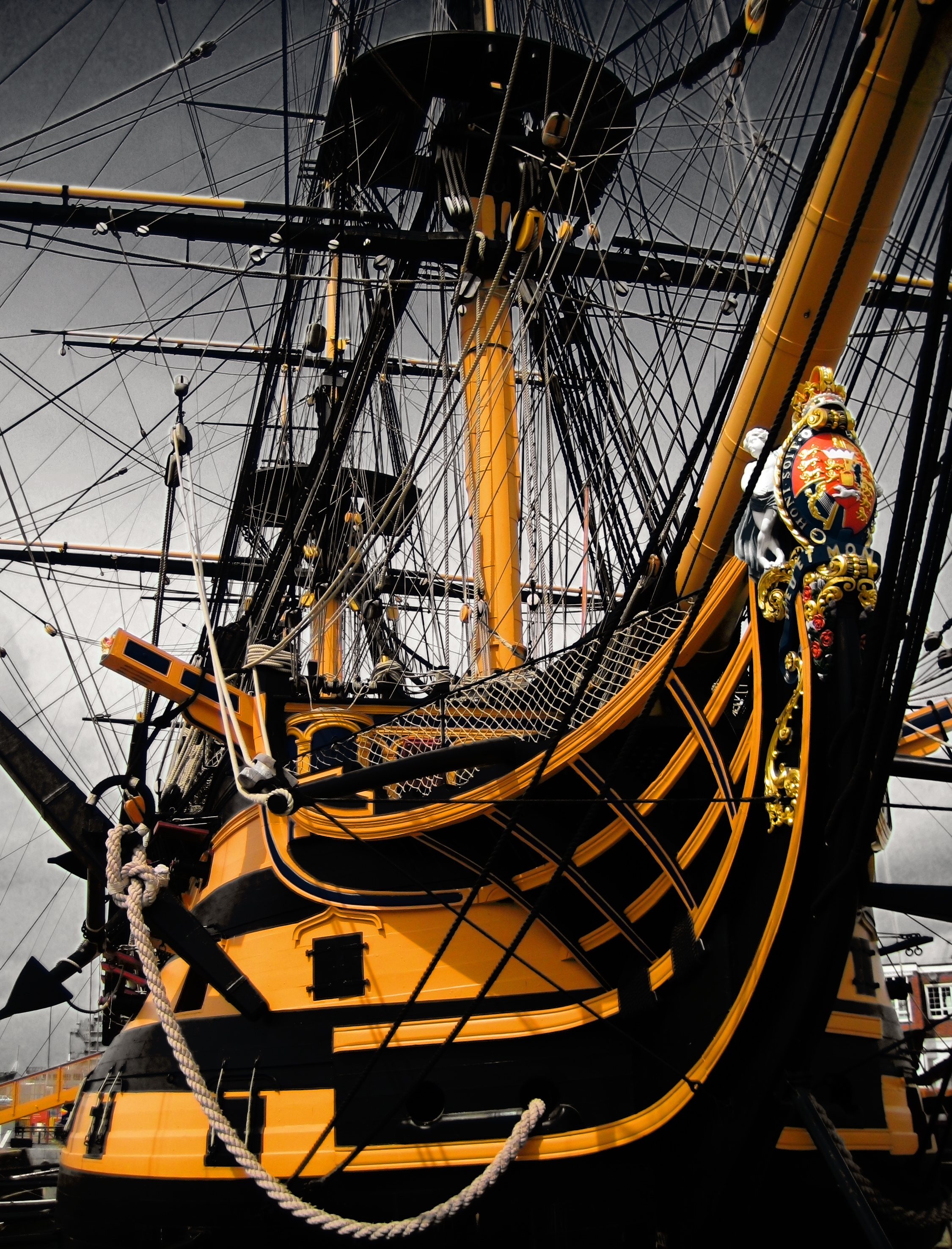
L'HMS Victory, vaixell insígnia del Vicealmirall Nelson a Trafalgar. Encara avui figura com un dels vaixells de la Royal Navy, si bé actualment es troba de manera permanent al dic sec

L'inici del segle xviii veié a la Royal Navy amb més vaixells que la resta de marines. Si bé va tenir diversos problemes financers, especialment en la primera part d'aquest període, es van desenvolupar mètodes moderns de finançament per part del govern. Aquest finançament permeté a la Marina ser la força més poderosa a finals del segle xviii sense portar el país a la bancarrota. Les operacions navals durant la Guerra de Successió Espanyola van dirigir-se inicialment per aconseguir una base a la Mediterrània, culminant amb una aliança amb Portugal i la captura de Gibraltar (1704) i Maó (1708). Durant la part central del segle va tenir lloc la Guerra de Successió Austríaca, i la menys coneguda Guerra de l'orella de Jenkins contra Espanya. A la darrera guerra, els britànics van desplegar una gran força amfíbia a les ordres de l'Almirall Edward Vernon a la Batalla de Cartagena d'Índies, intentant capturar un dels principals ports colonials espanyols. Després d'una bona defensa, recolzada per unes poderoses fortificacions i per les amenaces de les malalties els britànics van fracassar patint greus baixes. La Navy també participà en la Guerra dels Set Anys, que posteriorment Winston Churchill anomenaria la primera guerra mundial. A les darreries del segle, va entrar en acció a la Guerra de la Independència dels Estats Units, on la Navy estava derrotant a la Marina Continental fins a la intervenció francesa el 1778. L'operació més important de la guerra va tenir lloc el 1781, quan durant la batalla de Chesapeake, els britànics van fracassar en l'intent d'aixecar el bloqueig francès de Lord Charles Cornwallis, resultant en la rendició britànica a la Batalla de Yorktown. Tot i que els combats a Amèrica del Nord havien finalitzat, van continuar al Carib (Batalla de Les Saintes) i a l'Índia, on els britànics van tenir tant èxits com fracassos.
Va ser durant les Guerres Napoleòniques quan la Royal Navy assolí el seu punt màxim d'eficiència, dominant les marines de tots els adversaris de la Gran Bretanya. Inicialment, la Gran Bretanya no s'involucrà en la Revolució Francesa, però el 1793 França li declarà la guerra. Durant els dotze anys següents tingueren lloc batalles com les del Cap Sant Vicenç o la del Nil, amb breus treves com la Pau d'Amiens. A les etapes inicials de les guerres, la Navy va tenir diversos motins a causa principalment de les pobres condicions de servei dels mariners. Els dos principals amotinaments tingueren lloc a Spithead i al Nore, potencialment molt perillosos per Gran Bretanya, ja que en aquells moments el país corria el risc de patir una invasió francesa.
El 1798 la Royal Navy capturà la fragata Sensible de la classe Magiciene de l'Armada Francesa, la qual va passar al servei actiu com a HMS Sensible.
El punt àlgid dels èxits de la Navy vingué el 21 d'octubre de 1805 a la batalla de Trafalgar, on una flota britànica numèricament menor però més experimentada, sota el comandament del Vicealmirall Lord Nelson, causà una derrota decisiva a una flota combinada franco-espanyola. La conseqüència principal d'aquesta victòria va ser la potència incontestada sobre els oceans del món de la Royal Navy entre 1805 i 1905, quan es deia que Britànnia regia les onades.
Durant els anys que seguiren la batalla de Trafalgar hi hagué una tensió cada vegada major al mar entre Britànnia i els Estats Units. Els americans van prendre avantatges de la neutralitat dels seu país cap a les parts europees controlades pels francesos i els britànics. Tant britànics com francesos intentaren evitar el comerç de l'altre, però només la Royal Navy estava en situació per enfortir un bloqueig. El 1812, els Estats Units van declarar la guerra al Regne Unit i van envair Canadà. Al mar, la Guerra americana de 1812 va caracteritzar-se per accions d'un únic vaixell entre naus petites, així com pel desbaratament dels vaixells mercants. Entre 1793 i 1815 la Royal Navy perdé 344 vaixells degut a causes no de combat: 75 per enfonsaments, 254 per naufragis i 15 per explosions accidentals o incendis. Durant el mateix període perdé a 103.660 mariners: 84.440 per malaltia i accidents, 12.680 per naufragis i enfonsaments, i 6.540 per accions de l'enemic. Durant el segle xix, la Royal Navy es dedicà a la lluita del comerç d'esclaus, a la supressió de la pirateria i continuaren cartografiant el món. Encara avui, el manteniment de les cartes de l'Almirallat és tasca de la Royal Navy. Els vaixells de la Royal Navy realitzaren diverses missions per ampliar el treball científic. Charles Darwin viatjà a través de tot el món en l'HMS Beagle realitzant observacions científiques que el portaren a exposar la teoria de l'evolució.
El final del segle xix veié grans canvis estructurals gràcies al treball del Primer Lord del Mar (Cap de l'Estat Major naval) Jackie Fisher, qui retirà, netejà o situà en la reserva molts dels antics vaixells, i fent que els nous vaixells disposessin dels fons i de la mà d'obra. També veié el desenvolupament de l'HMS Dreadnought, el primer vaixell armat amb grans canons d'un únic calibre i un dels vaixells que més han influït en la història naval. Aquest vaixell convertí de cop i volta en obsolets a tots els altres cuirassats existents, i començà una cursa armamentística per tot Europa. L'almirall Percy Scott introduí nous programes com l'entrenament artiller i el control de foc centralitzat que millorava enormement l'efectivitat en batalla de les naus. El Primer Lord de l'Almirallat és un civil i un membre del govern.

#### 1914–1945
Durant ambdues guerres mundials, la Royal Navy tingué un paper vital en mantenir el subministrament de menjar, armament i materials rars per a la Gran Bretanya, així com en derrotar les campanyes en les campanyes d'atacs indiscriminats de submarins durant la primera i la segona batalles de l'Atlàntic.
Durant aquest període, les relacions entre la Royal Navy i les marines dels diferents dominis (la Reial Marina Australiana, creada com a servei separat el 1901; la Reial Marina Canadenca, creada el 1910; la Marina Sud-africana, creada el 1922; i la Marina Neozelandesa, creada el 1941) eren molt properes. Els oficials eren sovint transferits entre elles, i molts vaixells pertanyents als Dominis servien a les flote britàniques. Les marines dels Dominis sovint eren vistes com a branques de la Royal Navy, i els seus governs sovint feien poc per contradir aquesta impressió.
Durant la Primera Guerra Mundial la major part de la força de la Royal Navy va ser desplegada a Anglaterra a la Gran Flota Britànica. L'objectiu principal era dirigir a la Hochseeflotte (la flota d'alta mar alemanya) a la batalla. Mai no s'arribà a cap victòria decisiva. La Royal Navy i la Kaiserliche Marine van combatre en diverses ocasions, incloent la batalla de la Bahia de Heligoland i la Batalla de Jutlàndia. Si bé la Royal Navy patí majors pèrdues que la Hochseeflotte, el cert és que aconseguí acomplir la seva missió d'evitar que la Flota Alemanya pogués estar-se al mar grans temporades de la guerra.
En el període d'entreguerres, la Royal Navy va perdre gran part de la seva potència. El Tractat Naval de Washington de 1922, juntament amb les deplorables condicions financeres de la post-guerra i de la Gran Depressió van forçar a l'Almirallat a desballestar diversos vaixells capitals, així com a cancel·lar plans de noves construccions. El Tractat Naval de Londres de 1930 va posposar la construccions de nous vaixells fins al 1937 i reiterà els límits per a la construcció de creuers, destructors i submarins. Mentre que la tensió internacional s'incrementava a mitjans de la dècada dels 30, el Segon Tractat Naval de Londres de 1935 fracassà en la voluntat d'aturar la cursa armamentística naval i, el 1938, els límits del tractat eren ignorats per tot arreu. El rearmament de la Royal Navy seguia aquest punt, iniciant la construcció dels cuirassats classe King George i diversos portaavions, incloent l'HMS Ark Royal. A més de la construcció de nous vaixells, van reconstruir-se diversos cuirassats, creuers de batalla i creuers pesats antics, reforçant l'armament antiaeri. Això no obstant, en aquells moments, la Marina Imperial Japonesa i la Marina dels Estats Units començaren a superar la Royal Navy en poder.
Durant les fases inicials de la Segona Guerra Mundial, la Royal Navy aportà una cobertura crítica durant les evacuacions britàniques, començant per evacuació de Dunkerque. A la batalla de Tàrent, l'Almirall Cunningham comandà una flota que llançà el primer atac completament des de portaavions de tota la història. Posteriorment Cunningham decidí rescatar tots els soldats de la Commonwealth que fos possible després de derrota a Creta. Quan diversos generals de l'exèrcit temien que es perdrien molts vaixells, pronuncià la seva famosa rèplica que " costa 3 anys construir un vaixell; i costa 3 segles construir una tradició"

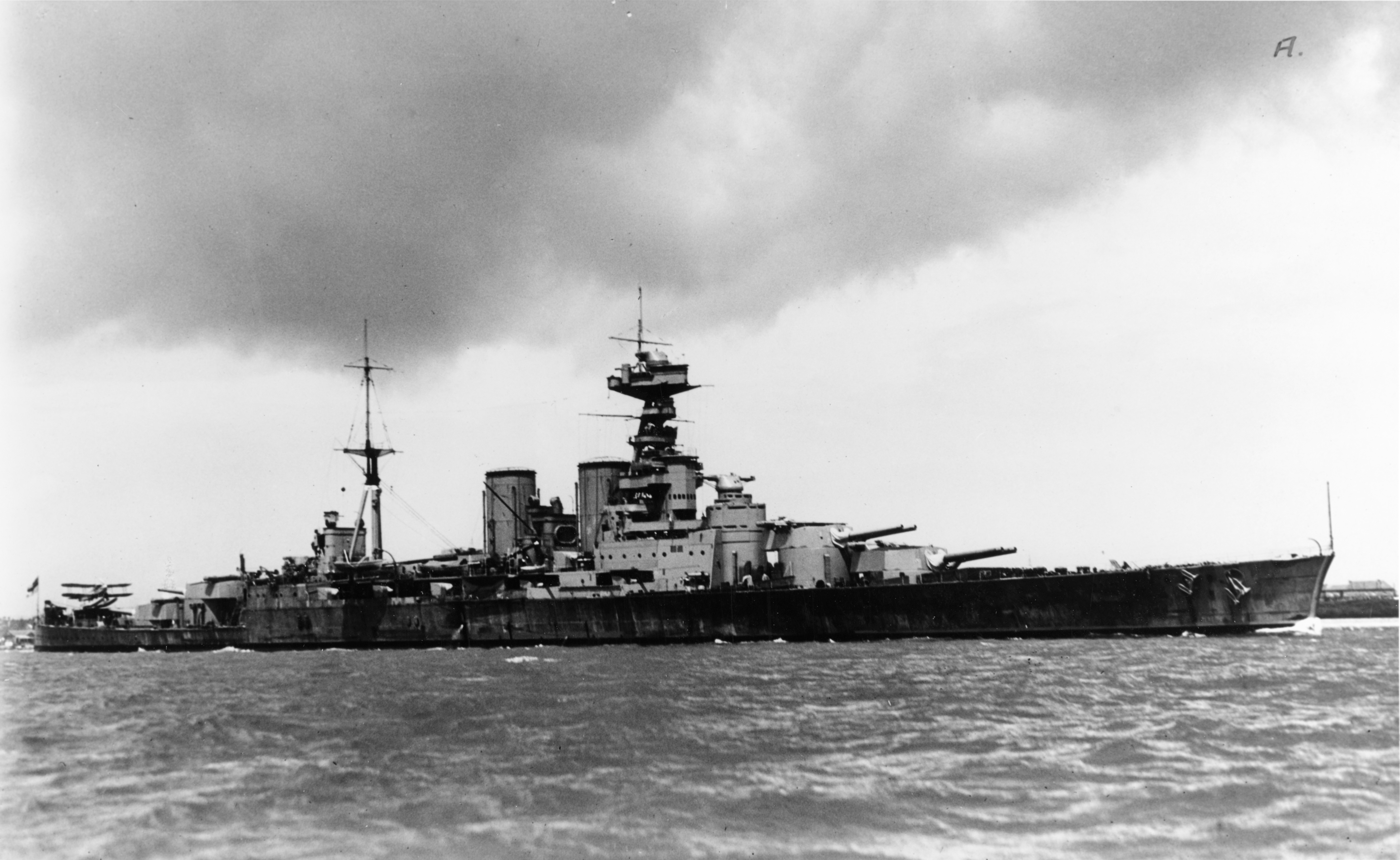
El creuer de batalla britànic HMS Hood.

La Royal Navy patí greus pèrdues a les etapes inicials de la guerra, incloent l'HMS Hood a l'Atlàntic o l'HMS Prince of Wales i l'HMS Repulse al Pacífic, tot i alguns èxits contra vaixells de superfície enemics, en particular a Noruega. A més, protegí les rutes navals que permeteren a les forces britàniques que permeteren lluitar en llocs tan llunyans com el Nord d'Àfrica, la Mediterrània i l'extrem Orient. La supremacia naval a l'Atlàntic va ser vital per a les operacions amfíbies portades a terme, com les invasions al nord d'Àfrica, Sicília, Itàlia i Normandia. Durant la guerra, això no obstant, es va fer palès que els portaavions eren els vaixells principals en la nova guerra naval, i que l'antiga superioritat britànica en termes de cuirassats ja era irrellevant. Tot i que la Gran Bretanya havia estat innovadora en el disseny dels portaavions i en diverses tecnologies navals, no tenia els recursos per prosseguir-ho en el període de la postguerra.

#### Segona meitat del segle XX i segle XXI
Després de la II Guerra Mundial, el declivi de l'imperi Britànic i les dificultats econòmiques de la Gran Bretanya en aquells moments forçaren la reducció de mides i capacitat de la Royal Navy. La cada vegada més forta U.S. Navy prengué el lloc de la Royal Navy com a potència naval mundial. No obstant això, l'amenaça de la Unió Soviètica i els compromisos britànics per tot el món va crear un nou paper per a la Royal Navy.
La dècada del 1960 marcà el punt màxim de les capacitats de la Royal Navy a l'època de postguerra. Els dos portaavions classe Audacious (l'HMS Ark Royal i l'HMS Eagle), el reconstruït HMS Victorious i els 4 portaavions lleuger classe Centaur van fer que la Royal Navy tingués la flota de portaavions més poderosa després de la dels Estats Units. A més, disposava d'una gran flota de fragates i destructors. A més, també als 60 començaren a entrar en servei unitats com els Destructors classe County i les fragates classe Leander.

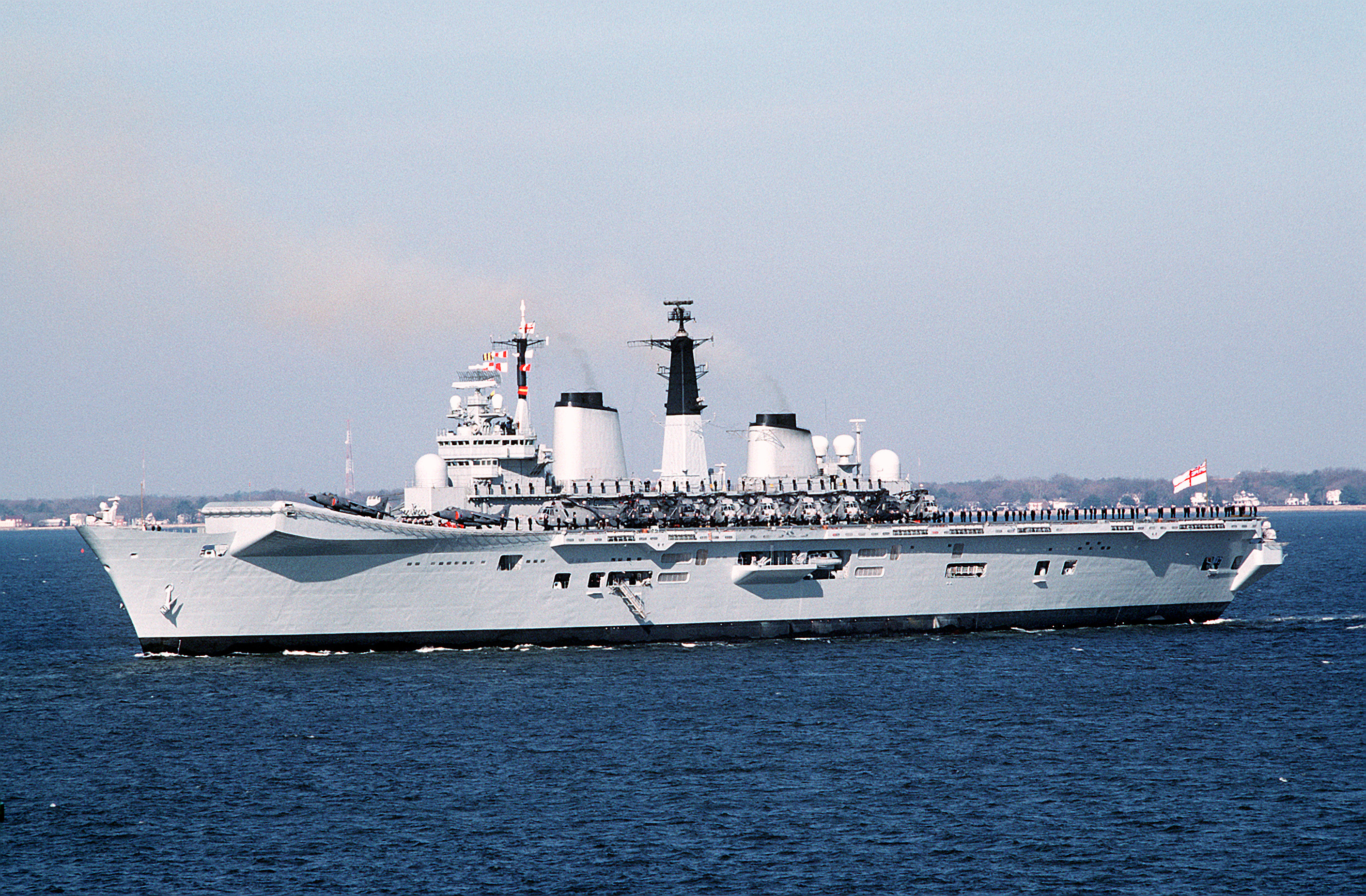
L'HMS Invincible, un dels actuals portaavions classe Invincible.

Els 60 també veieren el llançament de l'HMS Dreadnought, el primer submarí nuclear. La Royal Navy també rebé les seves primeres armes nuclears amb la introducció del primer dels submarins classe Resolution i posteriorment va ser responsable de tota l'força de dissuasió nuclear britànica.
La Navy inicià plans per reemplaçar alguns portaavions a mitjans dels 60. S'esbossà un pla (el pla CVA-01) per 3 grans portaavions, que desplaçaven unes 60.000 tones cadascun. Aquests portaavions haurien de ser capaços d'operar amb els darrers avions que estaven entrant en servei, i mantindrien a la Royal Navy com una de les potències naval. No obstant això, el nou govern Laborista de Harold Wilson estava disposat a retallar les despeses de defensa com a manera per reduir la despesa pública i el projecte es cancel·là mitjançant el Llibre blanc de la Defensa de 1966.
Després d'això, la Royal Navy començà a disminuir de mida, i el 1979, l'HMS Ark Royal, darrer portaavions de la flota, va ser desballestat. La marina es va veure forçada a construir 3 portaavions molt més petits (els classe Invincible), i la flota se centrà en la guerra antisubmarina a l'Atlàntic nord, en franca oposició a la seva antiga posició amb una capacitat d'operació per tot el món.

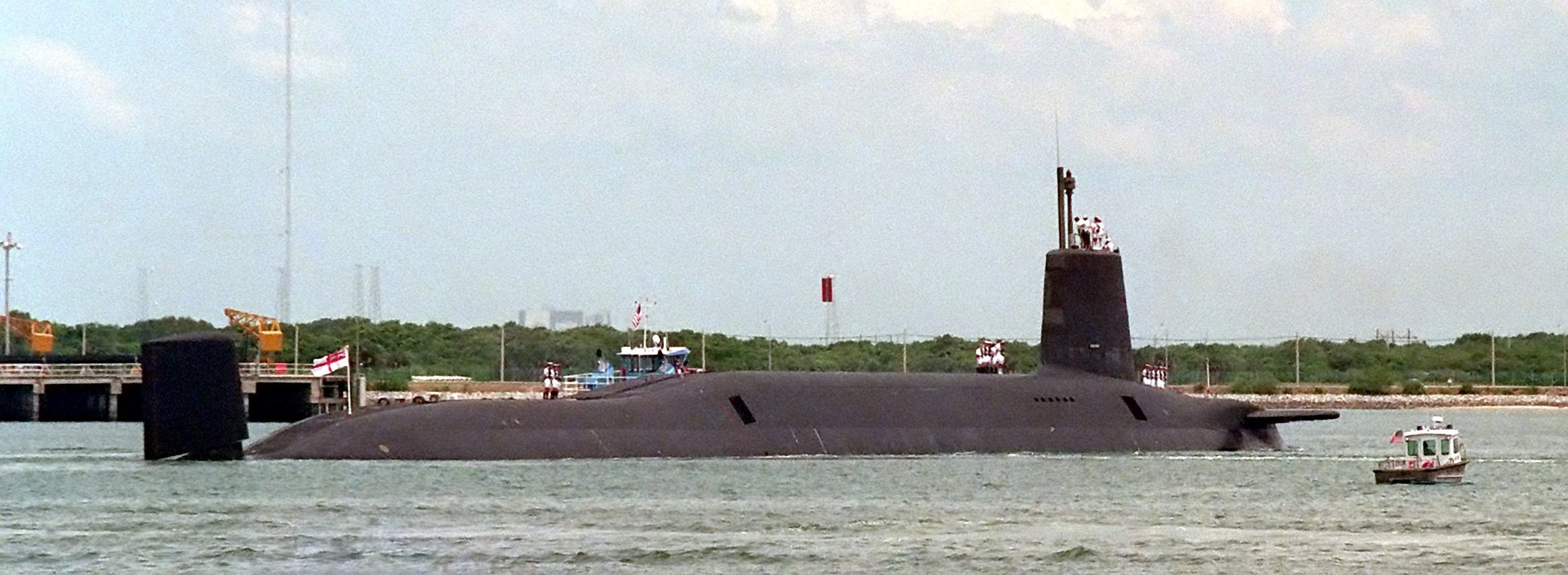
l'HMS Vanguard, un dels actuals submarins classe Vanguard equipats amb míssils balístics.

L'operació més important conduïda predominantment per la Royal Navy després de la Segona Guerra Mundial va ser la victòria sobre l'Argentina el 1982 a la Guerra de les Malvines. Tot i perdre 4 naus, així com d'altres naus civils i de la RFA, la Royal Navy demostrà seguir sent capaç d'entaular batalla a 12.000 km de la Gran Bretanya. L'HMS Conqueror és l'únic submarí nuclear que ha atacat amb torpedes un vaixell enemic, enfonsant el creuer argentí ARA General Belgrano. La guerra també subratllà la importància dels portaavions i dels submarins i exposà la dependència en els mercants. La Royal Navy també participà en la Guerra del Golf, al Conflicte de Kosovo, a la Guerra de l'Afganistan i a la Guerra de l'Iraq. L'agost del 2005 la Royal Navy rescatà 7 russos atrapats a un submarí a la península de Kamtxatka. Amb el minisubmarí a control remot Scorpio 45, el submarí va ser alliberat de les xarxes de pesca i dels cables que el van mantenir atrapat durant 3 dies. La Royal Navy també va participar en un incident amb uns pirates a Somàlia al novembre del 2008, després que els pirates provessin de capturar un vaixell civil.

## La Royal Navy avui

### Composició de la flota
En termes numèrics, la Royal Navy ha reduït la seva mida de manera significativa des dels 60, degut als menors requeriments de l'Estat (tot i que això no vol dir reduir la capacitat tecnològica dels vaixells). La següent taula és un desglossament de les xifres de la Navy des dels 60.
| Any  | Submarins | Submarins | Submarins | Submarins | Portaavions | Portaavions | Portaavions | Naus d'assalt | Combatents de Superfície | Combatents de Superfície | Combatents de Superfície | Combatents de Superfície | Vaixells anti-mines | Patrullers i Càrrega | Total |
| Any  | Total     | SSBN      | SSN       | SS & SSK  | Total       | CV          | CV(L)       | Naus d'assalt | Total                    | Creuers                  | Destructors              | Fragates                 | Vaixells anti-mines | Patrullers i Càrrega | Total |
| ---- | --------- | --------- | --------- | --------- | ----------- | ----------- | ----------- | ------------- | ------------------------ | ------------------------ | ------------------------ | ------------------------ | ------------------- | -------------------- | ----- |
| 1960 | 48        | 0         | 0         | 48        | 9           | 6           | 3           | 0             | 145                      | 6                        | 55                       | 84                       |                     |                      | 202   |
| 1965 | 47        | 0         | 1         | 46        | 6           | 4           | 2           | 0             | 117                      | 5                        | 36                       | 76                       |                     |                      | 170   |
| 1970 | 42        | 4         | 3         | 35        | 5           | 3           | 2           | 2             | 97                       | 4                        | 19                       | 74                       |                     |                      | 146   |
| 1975 | 32        | 4         | 8         | 20        | 3           | 1           | 2           | 2             | 72                       | 2                        | 10                       | 60                       | 43                  | 14                   | 166   |
| 1980 | 32        | 4         | 11        | 17        | 3           | 0           | 3           | 2             | 67                       | 1                        | 13                       | 53                       | 36                  | 22                   | 162   |
| 1985 | 33        | 4         | 14        | 15        | 4           | 0           | 4           | 2             | 56                       | 0                        | 15                       | 41                       | 45                  | 32                   | 172   |
| 1990 | 31        | 4         | 17        | 10        | 3           | 0           | 3           | 2             | 49                       | 0                        | 14                       | 35                       | 41                  | 34                   | 160   |
| 1995 | 16        | 4         | 12        | 0         | 3           | 0           | 3           | 2             | 35                       | 0                        | 12                       | 23                       | 18                  | 32                   | 106   |
| 2000 | 16        | 4         | 12        | 0         | 3           | 0           | 3           | 3             | 32                       | 0                        | 11                       | 21                       | 21                  | 23                   | 98    |
| 2005 | 15        | 4         | 11        | 0         | 3           | 0           | 3           | 2             | 28                       | 0                        | 9                        | 19                       | 16                  | 26                   | 90    |
| 2006 | 14        | 4         | 10        | 0         | 3           | 0           | 3           | 3             | 25                       | 0                        | 8                        | 17                       | 16                  | 22                   | 83    |
| 2007 | 13        | 4         | 9         | 0         | 3           | 0           | 3           | 3             | 25                       | 0                        | 8                        | 17                       | 16                  | 22                   | 82    |

Abans de la Guerra de les Malvines el 1982, el llavors Secretari de Defensa John Nott havia defensat i iniciat una sèrie de retalls a la Navy. Però la guerra demostrà que hi havia una necessitat per reguanyar una capacitat expedicionària i de litoral que, amb els recursos i l'estructura d'aquells moments, es mostrava difícil. Amb el final de la Guerra Freda i l'inici de la dècada de 1990, la Royal Navy es dirigí cap a una guerra anti-submarina i d'aigües blaves. El seu propòsit era localitzar i destruir els submarins soviètics a l'Atlàntic nord, i operar la força submarina nuclear.
La política exterior britànica després de la Guerra Freda ha portat un nombre creixent d'operacions que han requerit un portaavions per ser desplegat en qualsevol lloc, com a l'Adriàtic per a les Operacions en Suport a la Pau a Bòsnia i al Kosovo, a Sierra Leone o al Golf Pèrsic. Els destructors i les fragates s'han usat contra la pirateria a la banya d'Àfrica i als estrets de Malaisia. Conseqüentment, als 90 la marina començà una sèrie de projectes per modernitzar la flota i convertir-la d'una força anti-submarina amb base a l'Atlàntic Nord a una força expedicionària. Això ha comportat la substitució de gran part de la flota.

#### Grans unitats de la flota – portaavions i amfibis

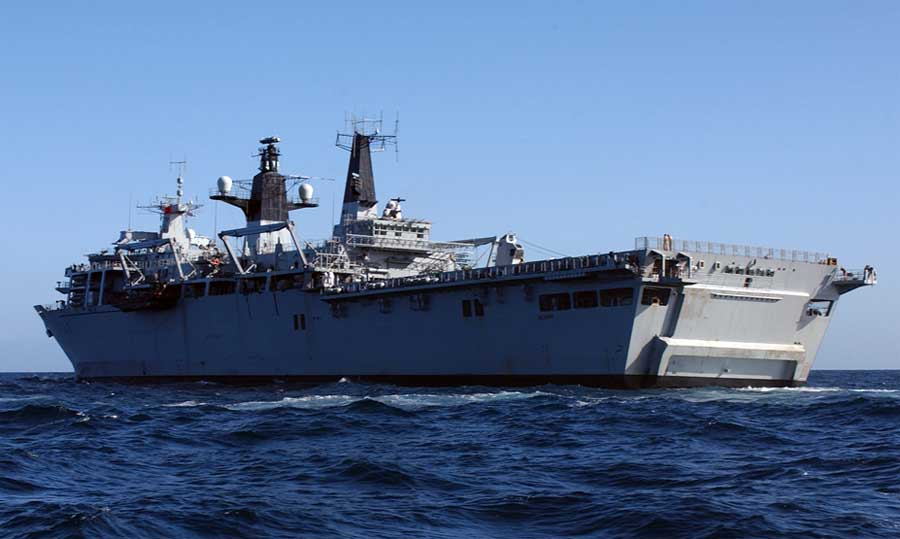
El portahelicòpters HMS Ocean.

Els dos portaavions classe Queen Elizabeth recentment encarregats han de ser una nova generació de portaavions per substituir els tres portaavions classe Invincible. S'espera que els dos vaixells costaran 3.900 milions de lliures, desplaçaran 65.000 tones i, tot i que estan una mica endarrerits, s'espera que entrin en servei cap al 2015. Seran portaavions STOVL, que operaran amb la variant STOVL del F-35 Lightning II, que ha des substituir als Harriers tant a l'Arma Aèria de la Flota com a la Royal Air Force. Un portahelicòpters, dissenyat a partir dels portaavions classe Invincible, l'HMS Ocean completarà la força de portaavions.
La introducció de 4 vaixells de desembarcament classe Bay a la Flota Reial Auxiliar el 2006 i 2007, juntament amb els molls de plataforma d'aterratge classe Albion comporten que la Royal Navy té una gran capacitat amfíbia. El novembre del 2006, el Primer Lord del Mar, Almirall Sir Jonathon Band, afirmà que aquests vaixells representen un augment important en la capacitat combativa de la Royal Navy.

## Comandament, control i organització
El comandant de la Royal Navy és el Lord Alt Almirall, un càrrec portat a terme pel Sobirà des de 1964 (el Sobirà és el Comandant Suprem de les Forces Armades Britàniques.)
El cap professional del Servei Naval és el Primer Lord del Mar, un Almirall i membre del Consell de Defensa del Regne Unit. El Consell de Defensa delega la direcció del Servei Naval al Gabinet de l'Almirallat, un subcomitè comprès només per oficials navals i per funcionaris del Ministeri de Defensa. Està situat a l'edifici del Ministeri de Defensa a Londres, on el Primer Lord del Mar, també conegut com a Cap de l'Estat Major Naval, és recolzat pel Departament de l'Estat Major del Mar.

### Comandància suprema
Des de juliol de 2007, les següents persones estan al capdavant de la Royal Navy:
- Lord Alt Almirall: la Reina Elisabet II
- Membres navals del Gabinet de l'Almirallat:
  - Primer Lord del Mar: Almirall Sir Jonathon Band
  - Comandant en Cap de la Flota: Almirall Sir Mark Stanhope
  - Segon Lord del Mar: Vicealmirall Alan Massey
  - Assistent al Cap de l'Estat Major Naval: Contraalmirall R. G. Cooling
  - Controlador de la Navy: Contraalmirall Paul Lambert
  - Membre naval per Logística: Contraalmirall Amjad Hussain

### Comandament de la flota
El ple comandament de totes les unitats de la flota desplegables (incloent als Marines Reials i a la Flota Auxiliar és responsabilitat del Comandant en Cap de la Flota (CINCFLEET), amb el Quarter General de Comandament situat a l'HMS Excellent, a Portsmouth, i un Quarter General Operatiu a Northwood (Hertfordshire), Middlesex. El darrer està juntament amb el Quarter General Permanent Conjunt de les Forces Armades britàniques, així com un Comandament Regional de l'OTAN, el Allied Maritime Component Command Northwood (AMCCN). La funció del Comandant en Cap de la Flota és proveir vaixells i submarins, així com forces de comando, per al desenvolupament de les tasques militars i diplomàtiques segons els requeriments del govern britànic, així com el reclutament i l'entrenament del personal.
- Quarter General del Comandant en Cap de la Flota:[13]
  - Adjunt al CINC i Cap de l'Estat Major: Vicealmirall Paul Boissier (amb seu a l'HMS Excellent, comanda el Quarter General)
  - Cap d'Estat Major (competència): Contraalmirall P. L. Willcocks CB DSC
  - Cap d'Estat Major (suport i transformació): Contraalmirall M. Kimmons
  - Comandant d'Operacions: Contraalmirall D. J. Cooke MBE (amb seu a Northwood, també és el Contraalmirall de Submarins i Comandant de les Forces de Submarins del Nord (OTAN)).
  - Comandant de les Forces Marítimes britàniques: Contraalmirall George Zambellas DSC
  - Comandant de la Força Amfíbia: Major General Andy Salmon OBE (també és el Comandant General dels Marines Reials
  - Oficial de Bandera d'Escòcia, Nord d'Anglaterra i Irlanda del Nord: Contraalmirall P. A. Jones
  - Oficial de Bandera d'Entrenament Naval: Contraalmirall Richard Ibbotson
- Segon Lord del Mar i Comandant en Cap del Quarter General de la Comandància Naval Domèstica:
  - Cap d'Estat Major: Contraalmirall M. Kimmons
  - Cap d'Estat Major (Personal)/Secretari Naval: Contraalmirall C. P. R. Montgomery CBE
  - Director General dels Serveis Religiosos Navals: El Venerable J. Green OHC

### Destinacions

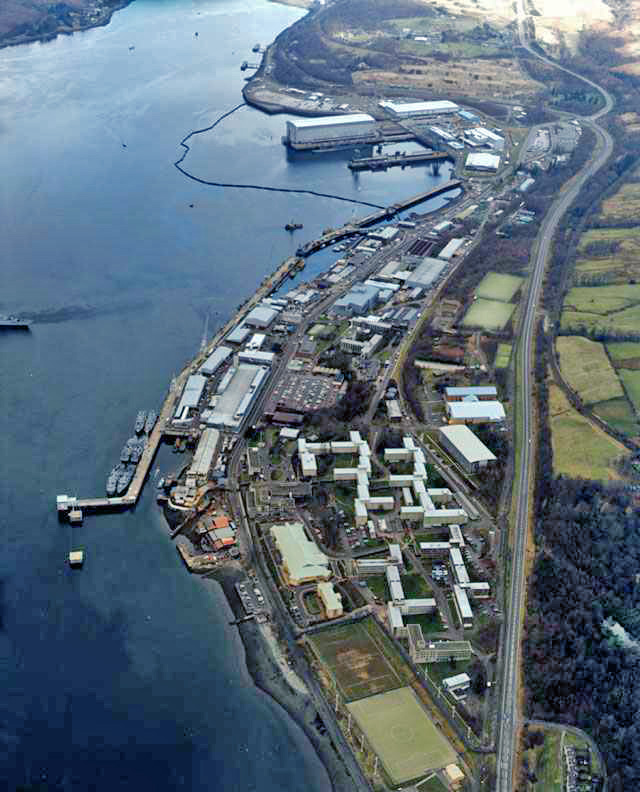
El HMNB Clyde a Faslane, base dels submarins de dissuasió nuclear.

La Royal Navy actualment té 3 bases al Regne Unit: Portsmouth, Clyde i Devonport. Cadascuna té un Comandament de Flotilla a les ordres d'un Comodor o, en cas de, Faslane un Capità, responsable de la capacitat operativa de les naus que componen la flotilla. La 3a Brigada Commando del Marines Reials és comandada per un Brigadier amb seu a Plymouth.
Històricament, la Royal Navy ha mantingut arsenals per tot el món. Aquests arsenals són ports on les naus poder anar a reavituallar-se. Avui només n'operen 4: Devonport, Faslane, Rosyth i a Portsmouth.
L'acadèmia on els futurs oficials de la Royal Navy reben la seva preparació inicial és la Reial Acadèmia Naval Britannia, situada sobre un turó a Dartmouth (Devon), Anglaterra.
Una xifra significativa del personal naval està destinada al Ministeri de Defensa, amb l'Equipament i Suport de Defensa i en intercanvis amb l'Exèrcit i la Royal Air Force. Alguns d'ells també estan en programes d'intercanvi amb altres departaments del govern o amb flotes aliades.

## Forces Especials

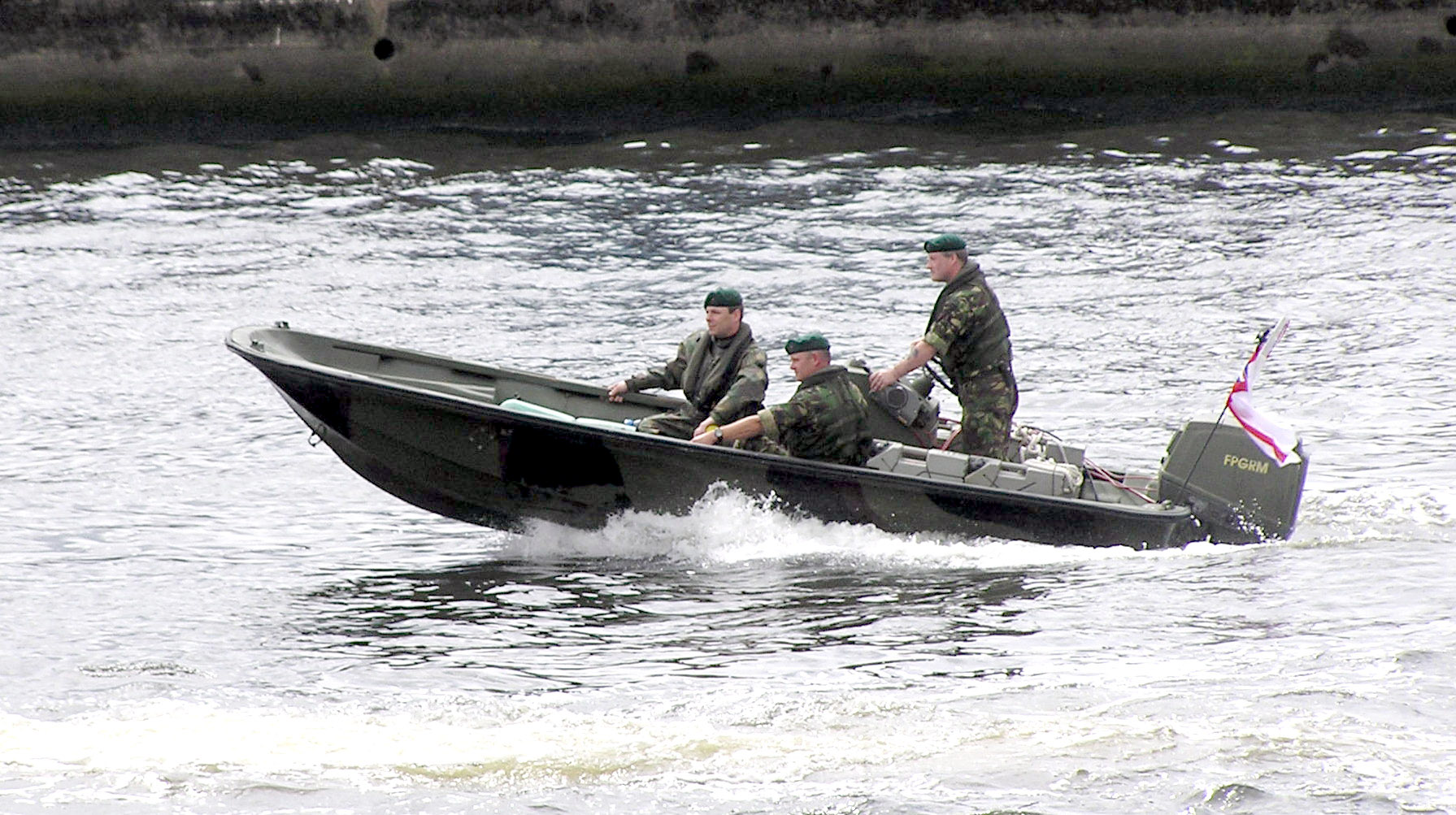
Marines Reials durant un exercici

La Royal Navy, mitjançant els Marines Reial, aporta els Special Boat Service (SBS), una de les 3 Forces especials del grup de forces especials del Regne Unit. El SBS és una força independent dels Marines Reials. Amb seu a Dorset, està composta per 4 esquadrons i un element de la Reserva dels Marines Reials, que aporta soldats entrenats a les forces regulars.
Els papers inclouen activitats marítimes com la cobertura del reconeixement costaner, operacions amb barques petites o accions de contra-terrorisme marítim.

## Títols i denominacions

### De la Royal Navy
La Royal Navy britànica és habitualment anomenada la Royal Navy tant al Regne Unit com en altres països. Les Marines dels països de la Commonwealth on el monarca britànic és també el cap d'estat inclouen el seu nom (la Reial Marina Australiana). Algunes marines d'altres països amb reis també són anomenats "Marina Reial" en els seus respectius idiomes, com la Koninklijke Marine (Reial Marina Neerlandessa) o la Kungliga Flottan (Reial Marina Sueca). A França, tot i ser una república des de 1789, la Marina rep el malnom de La Royale (La Reial).

### Dels vaixells
Els vaixells de la Royal Navy reben el prefix de Her Majesty's Ship/His Majesty's Ship (Vaixell de Sa Majestat), abreujat HMS. Els submarins reben el prefix HM Submari, un HMS similar. Els noms dels vaixells i submarins són donats per un comitè denominador, rebent les diferents classes de vaixells noms temàtics (per exemple, les fragates de classe Tipus 23 reben el nom de ducs britànics), o reben el nom de vaixells famosos. Els noms dels vaixells sovint són reutilitzats, oferint al nou vaixell una rica herència d'honors de batalla i tradicions dels seus predecessors.
A més, cada nau de la Royal Navy i de la Royal Fleet Auxiliary rep un nombre que, en part, denota el seu paper.

## Costums i tradicions
La Royal Navy té molts costums i tradicions, incloent l'ús de pavellons i insígnies de vaixell. Els vaixells de la Royal Navy tenen diverses banderes que fan servir tant en mar com en port. Els vaixells i submarins usen el Pavelló Blanc a la popa durant les hores de sol i al pal major mentre que estan a mar. La Union Jack només oneja del pal del bauprès per senyalar que s'hi celebra una cort marcial o per indicar la presència d'un Almirall de la Flota a bord (incloent el Lord Alt Almirall, és a dir, el Monarca)
La Revista de la Flota és una tradició irregular consistent en reunir la flota davant del monarca. La primera revista està documentat que va ser cap al 1400, i la més recent va ser el 28 de juny del 2005, per commemorar el segon aniversari de la batalla de Trafalgar, i en la qual van participar 167 vaixell de diverses nacions, 67 dels quals pertanyien a la Royal Navy.
Una altra popular tradició de la Royal Navy és disputar partits de cricket amb els equips locals. Quan juguen amb la Marina Australiana rep el nom de "The Ashes" (les cendres).

## La Royal Navy dins de la cultura popular
Les campanyes de la Royal Navy dins de les guerres napoleòniques han estat objecte de diverses novel·les històriques. Entre les més conegudes estan la Sèrie Aubrey-Maturin de Patrick O'Brian, les cròniques d'Horatio Hornblower de Dudley Pope, les novel·les de Lord Ramage i les novel·les de Richard Bolitho de Douglas Reeman.
La Royal Navy també apareix en moltes pel·lícules. L'espia de ficció James Bond és un Comandant de la Royal Navy, lluint l'uniforme en diverses pel·lícules. La Royal Navy apareix a L'espia que em va estimar, on un míssil submarí és robat, i a El demà no mor mai, on un magnat dels mitjans de comunicació enfonsa un vaixell de la Royal Navy per provocar una guerra entre el Regne Unit i la República Popular de la Xina. Master and Commander: The Far Side of the World està basat en la sèrie Aubrey-Maturin de Patrick O'Brian. A la sèrie Pirates of the Caribbean apareix la Royal Navy perseguint als pirates. Noël Coward va dirigir i protagonitzar la seva pròpia pel·lícula "En la que servim", on narra la història de la tripulació d'un vaixell durant la Segona Guerra Mundial.

## Rangs de la Royal Navy

### Almiralls i Oficials
| Codi OTAN                                           | OF-10                 | OF-9         | OF-8           | OF-7           | OF-6    | OF-5      | OF-4             | OF-3             | OF-2       | OF-1          | OF-D          | Oficial cadet |
| --------------------------------------------------- | --------------------- | ------------ | -------------- | -------------- | ------- | --------- | ---------------- | ---------------- | ---------- | ------------- | ------------- | ------------- |
| Royal Navy                                          |                       |              |                |                |         |           |                  |                  |            |               |               |               |
| Almirall de la Flota                                | Almirall              | Vicealmirall | Contraalmirall | Comodor        | Capità  | Comandant | Tinent Comandant | Tinent           | Sotstinent | Guardiamarina | Oficial Cadet |               |
|                                                     | Almirall de la Flota¹ | Almirall     | Vicealmirall   | Contraalmirall | Comodor | Capità    | Comandant        | Tinent Comandant | Tinent     | Sotstinent    | Guardiamarina | Oficial Cadet |
|                                                     | Adm of the Fleet      | Adm          | VAdm           | RAdm           | Cdre    | Capt      | Cdr              | Lt Cdr           | Lt         | SLt o S/Lt    | Mid           | OC            |
| ¹ Només amb caràcter honorífic o en temps de guerra |                       |              |                |                |         |           |                  |                  |            |               |               |               |

### Sots-oficials i marineria
| Codi OTAN  | OR-9                         | OR-8                        | OR-7                | OR-6         | OR-5             | OR-4              | OR-3             | OR-2                           | OR-1             |
| ---------- | ---------------------------- | --------------------------- | ------------------- | ------------ | ---------------- | ----------------- | ---------------- | ------------------------------ | ---------------- |
| Royal Navy | Oficial assimilat de primera | Oficial assimilat de segona | Contramestre en cap | Contramestre |                  | Mariner Comandant |                  | Mariner capaç                  |                  |
|            | Oficial assimilat de 1a      | Oficial assimilat de 2a     | Contramestre en cap | Contramestre | Sense equivalent | Mariner Comandant | Sense equivalent | Mariner capaç/Mariner Ordinari | Sense equivalent |
|            | WO1                          | WO2                         | CPO                 | PO           |                  | LH                |                  | AB / ORD                       |                  |
|            |                              |                             |                     |              |                  |                   |                  |                                |                  |